# عبدويه بن جبلة
عبدويه بن جبلة هو والي مصر العباسي في 214–215هـ.

## سيرته
في عام 211 هـ أصبح ضاحب الشرطة في مصر تحت إمرة عبد الله بن طاهر،
بعد انتهاء حملة أَبُي إِسْحَاق المعتصم بالله لإخماد تمرد أهل الحوف الشرقي، خرج من مصر وعزل عيسى بن يزيد الجلودي وولى عبدويه بدلا منه في محرم سنة 215 هـ. فجعل عَلَى شُرَطه ابنه محمد بن عبدويه بن جبلة، وعلى المظالم إِسْحَاق بْن إسماعيل بْن حَمدان بْن زيد، وخرج ناس من لَخْم بالحَوْف، فحاربوا فِي شعبان سنة 215 هـ، فبعث إليهم عيسى بْن منصور الرافقيّ وهو والي الحوْف، فقاتلهم فظفِر بهم، ثمَّ قدِم الأَفْشِين حَيْدَر بن كاووس الصُّغْديّ إلى مصر ومعه عليّ بْن عَبْد العزيز الجَرَويّ في 13 ذي القعدة سنة 215 هـ، فقدَّمه بعد الأضحى بثلاث، فقتله، وصرف الأَفْشِين عَبْدَويْه بْن جَبَلة عَنْهَا وخرج الأَفْشِين إلى بَرْقَة ومعه عَبْدَوْيه، وولَّى عليها عيسى بْن منصور في بداية سنة 216 هـ.
عبدويه أيضًا هو والد محمد بن عبدويه بن جبلة، الذي شغل فيما بعد منصب والي برقة وحمص.